# Brevipalpus neoreligiosae
Brevipalpus neoreligiosae är en spindeldjursart som beskrevs av Baker och James P. Tuttle 1987. Brevipalpus neoreligiosae ingår i släktet Brevipalpus och familjen Tenuipalpidae. Inga underarter finns listade.